# 现代启示录
《现代启示录》（新加坡首映時譯《战祸》）是一部1979年的電影，由美国導演弗朗西斯·科波拉執導，根据波蘭裔英国作家约瑟夫·康拉德的中篇小说《黑暗之心》改编，背景改成越戰時期的越南。內容讲述越戰期间，一名美國陸军特种部队军官奉命去刺杀另外一名叛逃並據地為王的美軍上校。通过他在途中的种种经历，深刻地揭露战争对人性的摧残和人性最深層的恐懼，並反映原始叢林文化和美軍的戰爭行為，對文明是否真有進步提出質疑。
1960年代末，約翰·米利厄斯開始對將《黑暗之心》改編為越南戰爭背景產生興趣，並最初與科波拉決定一起製作，並由柯波拉擔任製片人，喬治·盧卡斯擔任導演。在盧卡斯無法參與該項目後，柯波拉接任導演，並在處理素材時受到了韋納·荷索的《天譴》（1972年）的影響。該片原先定於1976年3月在菲律賓拍攝五個月，但由於一系列問題，拍攝時間延長至一年多；這些問題包括昂貴的佈景被惡劣的天氣摧毀，白蘭度出現在片場時體重超標，而且毫無準備，辛則在拍攝現場精神崩潰並突發心臟病，幾乎差點喪命。1977年5月，主體拍攝終於完成後，由於柯波拉剪輯出超過一百萬英尺的底片，影片的上映時間被多次推遲。許多這樣的困難都記錄於紀錄片《黑暗之心》（1991年）中。
片中第1騎兵師搭乘UH-1直升機，進行空中機動作戰的片段，導演法蘭西斯·柯波拉匠心獨具地配上了華格納歌劇配樂「女武神的騎行」，展現出了軍事行動的磅礡氣勢，卻又同時襯托出了畫面上戰爭進行的殘酷血腥，這也成了影史上的經典片段。
影片獲得第32屆坎城影展金棕櫚獎等獎項。2001年推出了该片的加长版《现代启示录重生版》（Apocalypse Now Redux），全长202分钟。影片被广泛认为是历史上最伟大的电影之一；它被評為柯波拉的傑作，並出現在20世紀有史以來的最佳電影榜單上。2000年，該片被美國國會圖書館評為「具有文化、歷史或美學意義」的影片，並被列入國家電影登記處保存。

## 劇情
1968年，特種部隊上尉班傑明·韋勒（Benjamin L. Willard）奉命前往越南「制裁」已失去控制的上校華特·寇茲。寇茲已不受上級指揮，在中立的柬埔寨指揮自己的部隊，並被土著當作半神崇拜。在溯游而上的過程中，韋勒見證美軍使用各種激烈殘暴的行為來殺害人類，讓他不禁開始思考所謂文明的意義。一日，韋勒得知六個月之前有人被指派相同的任務前往刺殺寇茲，但是失敗；上級称他已自殺，後來韋勒發現暗杀者實際上加入了寇茲。最後在叢林深處，韋勒終於找到寇茲；片末韋勒用大砍刀殺死寇茲，最後在土著的注視及膜拜下帶著寇茲留下的紀錄與最後一名隊員蘭斯一同乘船離開。

## 角色
- 馬丁·辛 飾演 主角班傑明·韋勒上尉
- 馬龍·白蘭度 飾演 華特·寇茲上校
- 勞勃·杜瓦 飾演 比爾·吉爾戈中校

## 製作

### 發展
1967年，電影製片人約翰·米利厄斯在為法蘭西斯·福特·科波拉擔任《雨人》的助理時，受到朋友喬治·盧卡斯和史蒂芬·史匹伯的鼓勵，創作了一部越戰電影。米利厄斯曾想自願參加戰爭，但當他因哮喘被拒絕時感到很失望。他想出了將約瑟夫·康拉德的《黑暗之心》的情節改編為越南戰爭背景的想法。他在十幾歲的時候就讀過這本小說，當他的大學英語教授、南加州大學的艾爾文·R·布萊克（Irwin R. Blacker）提到將其改編成電影的幾次嘗試均未成功時，他想起了這本書。布萊克放話對他的班級說：「沒有編劇能完美地改編約瑟夫·康拉德的《黑暗之心》」。
柯波拉給了米利厄斯15,000美元來編寫劇本，並承諾如果獲得拍板定案，將額外支付10,000美元。米利厄斯聲稱他在1969年編寫了劇本。他想將康拉德的小說用作“一種寓言。完全遵循這本書太簡單了。”一些消息來源稱，米利厄斯的原標題是迷幻士兵，但米利厄斯在2010年的一次採訪中對此提出異議，聲稱《現代啟示錄》始終是預期的標題。
米利厄斯將韋勒和寇茲的一些角色建立在他的朋友佛瑞德·雷克斯身上。雷克斯聲稱親身經歷了相關的場景；寇茲的原型是美國陸軍特種部隊負責人羅伯特·羅伊特。學者們從未找到任何證據來證實雷克斯的說法，並將其視為都市傳說。標題Apocalypse Now的靈感來自1960年代嬉皮士流行的鈕扣徽章，上面寫著“Nirvana Now”。
有一次，柯波拉告訴米利厄斯：“寫下你想寫進那部電影的每一個場景”。於是他寫了十份草稿，總頁數超過一千頁。他受到麥克·赫爾的一篇文章《“溪生戰役”的影響》，該文章提到了毒品、搖滾樂和人們呼籲對自己發動空襲。他還受到《奇愛博士》等電影的啟發。
米利厄斯說，經典台詞“查理不衝浪”的靈感來自以色列國防部長艾里爾·夏隆在六日戰爭期間發表的評論，當時他在佔領敵方領土後進行了自由潛水並宣布，“我們正在吃他們的魚”。他說“我喜歡在早上聞到凝固汽油彈的味道”這句話剛剛浮現在他的腦海中
。
1969年，華納兄弟-七藝社獲得了劇本並將其投入了周轉期，但米利厄斯並不想自己執導這部電影，他覺得盧卡斯是這份工作的合適人選。盧卡斯與米利厄斯合作了四年來開發這部電影，同時還製作了其他電影，包括他的《星際大戰》劇本。他本打算以黑色喜劇的形式拍攝《現代啟示錄》，並打算在製作《五百年後》後開始拍攝，主要攝影於1971年開始。盧卡斯的朋友兼製片人加里·庫爾茨前往菲律賓尋找合適的拍攝地點。 他們打算在加利福尼亞州史塔克頓和沙加緬度之間的稻田和南越共和國外景地拍攝這部電影，預算為200萬美元，電影風格則採用16釐米攝影機和真實的士兵，而戰爭仍在持續進行中。然而，由於工作室的安全問題以及盧卡斯後續參與《美國風情畫》和《星際大戰》的項目，盧卡斯決定暫停該項目。

### 前期製作
柯波拉被米利厄斯的劇本所吸引，他將其描述為“一部喜劇和恐怖的心理驚悚故事”，並獲得了版權。1974年春天，他與朋友和聯合製片人弗雷德·魯斯和格雷·弗雷德里克森討論了製作這部電影的想法。他原意打算請盧卡斯和米利厄斯執導，但兩人都參與了其他項目。（盧卡斯已獲准製作《星際大戰》）於是柯波拉下定決心製作這部電影，並全程投入製作。他將其設想為對現代戰爭性質、善惡對比以及美國文化對世界其他地區影響的權威性陳述。 他說他想帶領觀眾“體驗前所未有的戰爭體驗，讓他們像經歷過戰爭的人一樣做出反應”。
1975年，柯波拉希望與美國陸軍合作，並在喬治亞州和佛羅里達州勘察軍事地點，但陸軍並不感興趣。在澳大利亞宣傳《教父2》時，柯波拉和他的製片人在昆士蘭州北部的凱恩斯尋找《現代啟示錄》的可能取景地點，因為那裡有類似於越南和馬來西亞的叢林。後來他決定在菲律賓製作這部電影，因為它可以獲得美國的軍事裝備和廉價的勞動力。 製作協調員弗雷德·魯斯已經在那里為芒特·赫爾曼製作了兩部低成本電影，並且在那裡有朋友和聯絡人。弗雷德里克森前往菲律賓並與費迪南德·馬科斯總統共進晚餐，以正式確定對製作的支持，並允許他們使用該國的一些軍事裝備。柯波拉在1975年的最後幾個月裡修改了米利厄斯的劇本，並與聯美公司談判以確保製作資金。米利厄斯聲稱這將是“有史以來最暴力的電影”。根據弗雷德里克森的說法，預算粗估在1200-1400萬美元之間。柯波拉的美國西洋鏡製片公司以750萬、800萬美元將國內、國外發行權賣給聯藝電影，假使這部電影由馬龍·白蘭度、史提夫·麥昆和金·哈克曼主演。

### 選角
史提夫·麥昆是柯波拉認定扮演韋勒的首要人選，但麥昆不想離開美國三週，柯波拉也不願意支付他300萬美元的費用。當麥昆於1976年2月退出時，柯波拉不得不歸還他籌集的2100萬美元中的500萬美元。艾爾·帕西諾也獲得了這個角色，但他也不想離開那麼久，並且害怕在叢林中生病，就像他在拍攝《教父2》時在多明尼加共和國所做的那樣。傑克·尼克遜、勞勃·瑞福和詹姆士·肯恩都被邀請扮演寇茲或韋勒。凱斯·卡拉定、尼克·諾特和佛德列·科裏士也被考慮為韋勒。在2015年的好萊塢報導採訪中，克林·伊斯威特透露柯波拉向他提供了韋勒的角色，但就像麥昆和帕西諾一樣，他不想離開美國很長時間。他還透露，麥昆試圖說服他扮演韋勒。麥昆想扮演寇茲，因為他只需要工作兩週。
柯波拉還曾向奧森·威爾斯和李·馬文提供了寇茲上校的角色邀約，但兩人都拒絕了。
柯波拉和魯斯對馬丁·辛在《教父》中對麥可·柯里昂的試鏡印象深刻，他成為了他們扮演韋勒的首選，但他已經接受了另一個項目。哈維·凱托根據他在馬丁·史柯西斯的《殘酷大街》中的精湛表演獲得該角色。到1976年初，柯波拉已經說服馬龍·白蘭度扮演寇茲，並在1976年9月以200萬美元的價格在外景地工作一個月。白蘭度還獲得了10%的劇院總租金和10%的電視銷售權，為他贏得了約900萬美元。
哈克曼將扮演Wyatt Khanage，後來成為由勞勃·杜瓦扮演的吉爾戈。丹尼斯·霍珀被選為寇茲的戰地記者和觀察員；當柯波拉聽到霍珀在外景地不停地講話時，他記得把“攝像機和山岳襯衫放在他身上，並拍攝他在船上迎接他們的場景”。詹姆斯·肯恩本是扮演盧卡斯上校的第一人選，但肯恩想要太多的錢來做被認為是次要的角色，於是哈里遜·福特被選角。
在出發至菲律賓進行主體拍攝之前，柯波拉在商業媒體上刊登了一則廣告，宣布凱托、杜瓦和其他人是這部電影的“首選”。同時還列出了其他沒有出現在電影中的演員，包括哈利·狄恩·史坦頓、羅比·班森和麥可·勒尼德。
山姆·博頓斯、勞倫斯·費許朋和 亞柏·霍爾都與柯波拉簽訂了為期七年的合約，其中包括他們在交易中選擇的表演訓練。博頓斯在拍攝時感染了鉤蟲症，而寄生蟲“毀了他的肝臟 Robert Englund auditioned for the role of Lance Johnson.”。

### 主要拍攝
1976年3月1日，柯波拉與他的家人飛到菲律賓馬尼拉，在當地租了一棟大房子，準備進行為期四個月的拍攝。自1975年底以來，音響和攝影設備一直從加利福尼亞州運來。約翰·阿什利在菲律賓協助製作。這部電影原定於1977年4月7日在柯波拉38歲生日當天上映。
主體拍攝於1976年3月20日開始。幾天之內，柯波拉對哈維·凱托對韋勒的看法感到不滿，稱這位演員“發現很難把他扮演成一個被動的旁觀者”。白蘭度直到三個月後才開始拍攝，因為他不想在孩子們放假的時候工作，凱托在四月時離開了劇組，並退出了他簽署的七年合約。柯波拉回到洛杉磯，將馬丁·辛取代凱托，後者於4月24日抵達菲律賓 Coppola returned to Los Angeles and replaced Keitel with Martin Sheen, who arrived in the Philippines on April 24.。據報導，更改後只需要四天的重拍。
歐加颱風摧毀了伊巴40-80%的佈景，並於1976年5月26日暫時停工。迪安·塔沃拉里斯記得它“開始下著越來越大的雨，直到最後外面幾乎是白色的，所有的樹都彎曲了四十五度”。一些船員被困在旅館裡，其他人則被困在被風暴固定住的小房子裡。花花公子玩伴的佈景被毀，破壞了一個月的預定拍攝。大多數演員和工作人員返回美國六到八週。塔沃拉里斯和他的團隊繼續尋找新的地點並在不同的地方重建場景。此外，製作中還有保鏢在晚上不斷監視，有一天整個工資單都被盜了。根據柯波拉的妻子艾琳諾·柯波拉的說法，這部電影比原計劃晚了六週，超出預算200萬美元；柯波拉就颱風造成的損失提出了50萬美元的保險索賠，並從聯藝電影那裡獲得了貸款，條件是如果這部電影沒有產生超過4000萬美元的影院租金，他必須為超支負責。儘管成本不斷增加，柯波拉還是向菲律賓大學電影中心承諾將利潤的1%，最高100萬美元，用於電影研究信託基金。
1976年6月，柯波拉飛回美國。閱讀了一本關於成吉思汗的書，以更好地了解寇茲的性格。1976年7月開始拍攝時，白蘭度非常肥胖地體態抵達馬尼拉，並開始與柯波拉合作改寫結局。導演為了淡化白蘭度的體重，給他穿了黑衣服，只拍了他的臉，並讓另一位更高的演員替他拍攝，將他描繪成一個幾乎是神話般的角色。
1976年聖誕節後，柯波拉觀看了一段粗略的鏡頭組合，但仍需要即興創作一個結局。1977年初，他回到菲律賓繼續拍攝。
同年3月5日，當時只有36歲的辛心臟病發作，掙扎了四分之一英里尋求幫助。到那時，這部電影的預算已經超支，辛擔心如果投資者得知他的病情會停止融資，他聲稱自己中暑了。在他於4月19日重返片場之前，他的弟弟喬·艾斯提維茲為他填補了空缺，並為他的角色提供了畫外音。柯波拉後來承認，他不再能分辨出哪些場景是關於喬或馬丁的。在法國種植園拍的一場戲花費了數十萬美元，但最後被剪掉了。謠言開始流傳，現代啟示錄有多個結局，但負責音效的理察·貝格斯說：“從來沒有五個結局，即使可能有不同的剪輯版本，但結局只有一個”。這些謠言來自柯波拉經常背離原著劇本。柯波拉承認本片沒有結局，因為白蘭度過胖的因素，無法按照原始劇本中所寫的場景進行。在丹尼斯·雅各布（Dennis Jakob）的幫助下，柯波拉決定把結局設定為“兇手逆流而上，殺死國王，然後自己成為國王的經典神話——源於《金枝》中的漁人王”。主體拍攝於1977年5月21日殺青，歷時238天。

### 後期製作和音效
預算翻了一番，超過2500萬美元，柯波拉從聯美那裡獲得用於支付超支的貸款已擴大到超過1000萬美元。聯美為柯波拉購買了價值1500萬美元的人壽保險單。到1977年6月，柯波拉抵押了他的汽車、房子和《教父》的利潤作為完成這部電影的擔保。當《星際大戰》大獲成功時，柯波拉給盧卡斯發了一封電報要錢。首映日期被推遲到1978年春天。
日本作曲家富田勳被簽約提供原創配樂，柯波拉希望這部電影的配樂聽起來像古斯塔夫·霍爾斯特的《行星組曲》的電子版本。富田甚至在菲律賓陪同攝製組，但因唱片公司的合同最終阻止了他的參與。1977年夏天，柯波拉告訴華特·莫區，他有四個月的時間來搗鼓聲音。莫區意識到劇本原本是有旁白的，但柯波拉在拍攝期間摒棄了這個想法。莫區認為有一種方法可以在沒有旁白的情況下組裝這部電影，但需要十個月的時間，並決定再試一次。他把它放回去，並自己記錄下來。
9月，柯波拉告訴他的妻子，他覺得“我只有大約20%的機會可以完成這部電影”。他說服聯美公司的高層將首映時間從5月繼續推遲到1978年10月。作家麥克·赫爾於1978年1月接到西洋鏡公司的電話，並被要求根據他廣受好評的關於越南的書籍《調度》編寫電影的旁白。他說已經寫好的旁白“完全沒用”，柯波拉給了他非常明確的指導方針，並額外花了一年時間創作新的旁白。
莫區在為《現代啟示錄》製作立體聲音效時遇到了問題，因為聲音庫沒有武器的立體聲錄音。從菲律賓帶回的聲音素材不足，因為小型外景工作人員缺乏時間和資源來錄製叢林聲音和環境音，於是莫區和他的工作人員在原聲帶上製造了叢林的氣氛。《現代啟示錄》在電影中使用了新穎的聲音技術，因為莫區堅持錄製最新的槍聲，並在70釐米版本中使用了杜比立體聲70釐米六軌系統，該系統還使用了觀眾身後的兩個聲道作為電影屏幕後面的三個通道。35釐米版本使用了新的杜比立體聲光學立體聲系統，但由於當時技術的限制，大多數影院播放的35釐米版本不包括環繞聲。1978年5月，柯波拉將首映日期再度推遲到1979年春天。此時成本超支已達到1800萬美元，柯波拉個人對此承擔責任，但他永久保留了對這部作品的權利。

### 爭議
在當地伊富高部落舉行的儀式中，一頭水牛被砍刀宰殺，作為高潮場景，柯波拉此前曾與他的妻子艾琳諾（她拍攝了後來在紀錄片《黑暗之心》中展示的儀式）和劇組目睹了這一儀式。儘管這是一部受美國虐待動物法約束的美國作品，但在菲律賓拍攝的此類場景並未受到監管或監控；美國人道協會給這部電影一個“不可接受”的評級。科波拉後來表示，這些動物是製作協議的一部分。劇組買來真正的人類屍體，賣家原來是一個盜墓者。警察審問劇組，扣押護照，士兵將屍體帶走。劇組只好用臨時演員來演屍體。拍攝期間丹尼斯·霍珀和馬龍·白蘭度相處得並不融洽，導致白蘭度拒絕與霍珀同時在片場。

## 獎項
| 頒獎典禮                 | 獎項                 | 受獎者                                                                       | 結果 |
| ------------------------ | -------------------- | ---------------------------------------------------------------------------- | ---- |
| 第32屆坎城影展           | 金棕櫚獎             | 法蘭西斯·柯波拉                                                              | 獲獎 |
| 第32屆坎城影展           | 費比西獎             | 法蘭西斯·柯波拉                                                              | 獲獎 |
| 第52屆奧斯卡金像獎       | 最佳影片             | 法蘭西斯·柯波拉 弗雷德·魯斯 格雷·弗雷德里克森 湯姆·史坦伯格（Tom Sternberg） | 提名 |
| 第52屆奧斯卡金像獎       | 最佳導演             | 法蘭西斯·柯波拉                                                              | 提名 |
| 第52屆奧斯卡金像獎       | 最佳改編劇本         | 約翰·米利厄斯 法蘭西斯·柯波拉                                                | 提名 |
| 第52屆奧斯卡金像獎       | 最佳男配角           | 勞勃·杜瓦                                                                    | 提名 |
| 第52屆奧斯卡金像獎       | 最佳藝術指導         | 迪安·塔沃拉里斯 安傑洛·P·格雷厄姆 喬治·R·尼爾森                              | 提名 |
| 第52屆奧斯卡金像獎       | 最佳攝影             | 維托里奧·斯托拉羅                                                            | 獲獎 |
| 第52屆奧斯卡金像獎       | 最佳剪輯             | 理查德·馬克斯 華特·莫區 莉莎·弗魯奇曼                                        | 提名 |
| 第52屆奧斯卡金像獎       | 最佳音效             | 華特·莫區 馬克·伯傑 理察·貝格斯 納特·博克瑟                                  | 獲獎 |
| 第37屆金球獎             | 最佳戲劇類電影       | 法蘭西斯·柯波拉 弗雷德·魯斯 格雷·弗雷德里克森 湯姆·史坦伯格（Tom Sternberg） | 提名 |
| 第37屆金球獎             | 最佳導演             | 法蘭西斯·柯波拉                                                              | 獲獎 |
| 第37屆金球獎             | 最佳男配角           | 勞勃·杜瓦                                                                    | 獲獎 |
| 第37屆金球獎             | 最佳原創配樂         | 卡明·柯波拉 法蘭西斯·柯波拉                                                  | 獲獎 |
| 第33屆英國影藝學院電影獎 | 最佳影片             | 法蘭西斯·柯波拉 弗雷德·魯斯 格雷·弗雷德里克森 湯姆·史坦伯格（Tom Sternberg） | 提名 |
| 第33屆英國影藝學院電影獎 | 最佳男主角           | 馬丁·辛                                                                      | 提名 |
| 第33屆英國影藝學院電影獎 | 最佳男配角           | 勞勃·杜瓦                                                                    | 獲獎 |
| 第33屆英國影藝學院電影獎 | 最佳導演             | 法蘭西斯·柯波拉                                                              | 獲獎 |
| 第33屆英國影藝學院電影獎 | 最佳原創配樂         | 卡明·柯波拉 法蘭西斯·柯波拉                                                  | 提名 |
| 第33屆英國影藝學院電影獎 | 最佳攝影             | 維托里奧·斯托拉羅                                                            | 提名 |
| 第33屆英國影藝學院電影獎 | 最佳剪輯             | 理查德·馬克斯 華特·莫區 莉莎·弗魯奇曼                                        | 提名 |
| 第33屆英國影藝學院電影獎 | 最佳藝術指導         | 迪安·塔沃拉里斯                                                              | 提名 |
| 第33屆英國影藝學院電影獎 | 最佳音效             | 華特·莫區 馬克·伯傑 理察·貝格斯 納特·博克瑟                                  | 提名 |
| 第5屆凱薩電影獎          | 最佳外語片           | 法蘭西斯·柯波拉                                                              | 提名 |
| 第26屆義大利電影金像獎   | 最佳外國導演         | 法蘭西斯·柯波拉                                                              | 獲獎 |
| 第32屆美國導演工會獎     | 最佳電影導演         | 法蘭西斯·柯波拉                                                              | 提名 |
| 第22屆葛萊美獎           | 最佳影視媒體配樂專輯 | 卡明·柯波拉 法蘭西斯·柯波拉                                                  | 提名 |
| 第14屆國家影評人協會獎   | 最佳男配角           | 佛德列·科裏士                                                                | 獲獎 |
| 第32屆美國編劇工會獎     | 劇情類最佳劇本       | 約翰·米利厄斯 法蘭西斯·柯波拉                                                | 提名 |
| 第1屆倫敦影評人協會獎    | 年度電影             | 法蘭西斯·柯波拉                                                              | 獲獎 |

## 評價
根據爛番茄共98篇影評（96篇好評，2篇差評），新鮮度98%，平均得分9／10；在Metacritic共15位專業評論者的評分，獲得94分（滿分100），代表「普遍好評」。本片根據小說《黑暗之心》改編，并受到研究巫术与宗教关系问题的著作《金枝》的影响，大意是奉命消滅邪惡力量的英雄，過程中受到恐懼、暴力、仇恨的摧殘腐化；在電影《星際大戰》與遊戲《暗黑破壞神》、《極地戰嚎》都有類似的情節。

## 荣誉
美国电影学会荣誉：
- AFI百年百大电影 - #28
- AFI百年百大电影台词："I love the smell of napalm in the morning." - #12

2001年被美國國家電影保護局典藏。

## 外部連結
- 互联网电影数据库（IMDb）上《现代启示录》的资料（英文）
- 爛番茄上《現代啟示錄》的資料（英文）
- 豆瓣电影上《现代启示录》的資料 （简体中文）
- Box Office Mojo上《現代啟示錄》的資料（英文）

| 獎項                | 獎項                               | 獎項                                       |
| ------------------- | ---------------------------------- | ------------------------------------------ |
| 上一届： 《木鞋樹》 | 金棕櫚獎 1979年 與《錫鼓》共同獲得 | 下一届： 《爵士春秋》 與《影武者》共同獲得 |

1. ↑  However, filmmaker Carroll Ballard claims that Apocalypse Now was his idea in 1967 before Milius had written his screenplay. Ballard had a deal with producer Joel Landon and they tried to get the rights to Conrad's book but were unsuccessful. Lucas acquired the rights but failed to tell Ballard and Landon.[10]